# Číselná soustava
Číselná soustava je způsob reprezentace čísel. Podle způsobu určení hodnoty čísla z dané reprezentace rozlišujeme dva hlavní druhy číselných soustav: poziční číselné soustavy a nepoziční číselné soustavy. V praxi se však také používaly způsoby reprezentace používající postupy z obou těchto druhů. Dnes se obvykle používají soustavy poziční. Zápis čísla dané soustavy je posloupností symbolů, které se nazývají číslice.

## Poziční soustavy
Poziční soustavy jsou charakterizovány tzv. základem neboli bází (anglicky radix, značí se {\displaystyle r}), což je obvykle kladné celé číslo definující maximální počet číslic, které jsou v dané soustavě k dispozici. Poziční soustavy (kromě jedničkové) se nazývají také polyadické, což značí vlastnost, že číslo v nich zapsané lze vyjádřit součtem mocnin základu dané soustavy vynásobených příslušnými platnými číslicemi.
Mezi nejčastěji používané poziční číselné soustavy patří:
- dvojková (binární, r=2) – přímá implementace v digitálních elektronických obvodech (použitím logických členů), čili interně ji používají všechny moderní počítače
- osmičková (oktální, oktalová, r=8)
- desítková (decimální, dekadická, r=10) – nejpoužívanější v běžném životě
- dvanáctková (r=12) – dnes málo používaná, ale dodnes z ní zbyly názvy prvních dvou řádů – tucet a veletucet
- šestnáctková (hexadecimální, r=16) – používá se v oblasti informatiky, pro číslice 10 až 15 se používají písmena A až F
- šedesátková (r=60) – používá se k měření času pro zlomky hodiny; číslice se obvykle zapisují desítkovou soustavou jako 00 až 59 a řády se oddělují dvojtečkou; staré názvy prvních dvou řádů jsou kopa a velekopa.

Každé číslo vyjádřené v poziční soustavě (kromě jedničkové) může mít část celočíselnou a část zlomkovou (např. u desítkové soustavy desetinnou část). Tyto části jsou odděleny znakem, nazývaným desetinnou čárkou (přestože obecně nejde o desetiny). V anglosaských zemích je místo desetinné čárky užívána desetinná tečka.
Existují i soustavy, které využívají odečítání. Příkladem budiž balancovaná trojková soustava, která obsahuje znaky s významem −1, 0, +1. Poziční zápis se vyhodnocuje podobně jako u běžné trojkové soustavy, ale tato soustava umožňuje přímo zapisovat záporná čísla a rozsah čísel o n znacích je {\displaystyle {\pm }{\frac {3^{n}-1}{2}}}. Tato soustava je vhodná pro obvody s třístavovou logikou.

## Nepoziční soustavy
Nejtypičtějším příkladem nepoziční číselné soustavy je jedničková. Jedná se o aditivní číselnou soustavu, kde přirozené číslo je vyjádřeno počtem znaků namísto jejich pozicí.
Ač si to často neuvědomujeme, takovou soustavu běžně používáme při počítání na prstech nebo při čárkování.
Pokročilejší příklad tvoří římské číslice. Dnes se téměř nepoužívají. Výjimkou jsou texty napodobující slavnostní historické texty např. na pomnících.

## Zajímavosti
- Desítková soustava má pravděpodobně původ v počtu prstů na obou rukou.
- Dvanáctková soustava
  - U Sumerů je dávána do spojitosti s šestiprstou lidskou rasou, která se vyskytuje v mýtech různých národů.
  - Druhým prozaičtějším důvodem pro tuto soustavu ale může být snazší dělení na třetiny oproti desítkové soustavě nebo fakt, že šestým symbolem jedné ruky byla sevřená pěst (nebo prázdné místo; rutinní používání nuly je poměrně nová záležitost).
  - Jde o historicky osvědčený způsob kupeckého počítání na prstech (používaný i dnes, jiný než intuitivní dětské počítání celých prstů na obou rukou a jen do deseti), tedy jednoruční počítání, pouze na jedné ruce: Palec je ukazovátkem, „počítá“ tři články na čtyřech zbývajících prstech. Výhodou takového počítání je volná druhá ruka, kterou lze zjištěné počty (například ovcí) zapisovat (na papír nebo hliněnou tabulku), obecně nechává druhou ruku volnou pro psaní nebo i jinou činnost. Další výhodou je, že dotyk palce lze doslova držet, čímž pomáhá proti zapomenuti při vyrušení, je tedy odolnější vůči chybám: Jde o způsob fyzické paměti. Dokonce má každý prst a jeho článek (kulturně) přidělenu konkrétní hodnotu, že i pouhé gesto (předvedení dotyku prstů) sděluje (i pozorovatelům) zamýšlené číslo.
- Morseova abeceda (obsahující prvky  · — / ) by se dala považovat za terciární soustavu (číselnou soustavu se základem tři).
- Existuje i unární (jednotková) soustava, ve které je číslo v podstatě vyjádřeno opakováním jediného symbolu. (Její pomocí se však dají zobrazovat pouze čísla celá: zlomky lze vyjádřit pouze jako započatý/naznačený výpočet, nelze vyjádřit jeho výsledek)